# Alf Torp

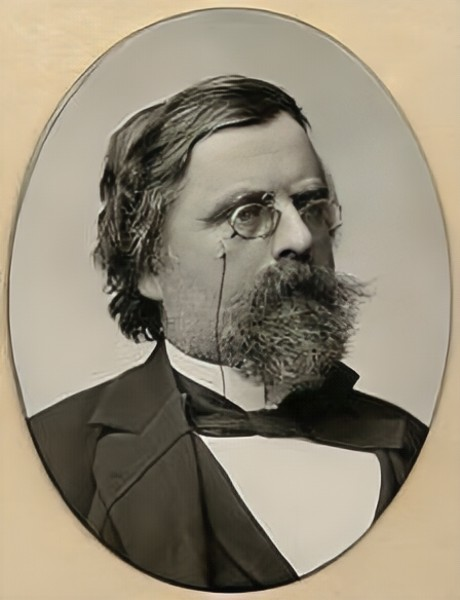
Alf Torp um 1900

Alf Torp (* 27. September 1853 in Stryn, Sogn og Fjordane; † 26. September 1916 in Kristiania) war ein norwegischer Philologe und Schriftsteller. Torp wurde bekannt für seine Arbeiten über indoeuropäische und nordische Sprachen und seine epigraphischen Beiträge zur Entschlüsselung antiker Inschriften.

## Leben und Werk

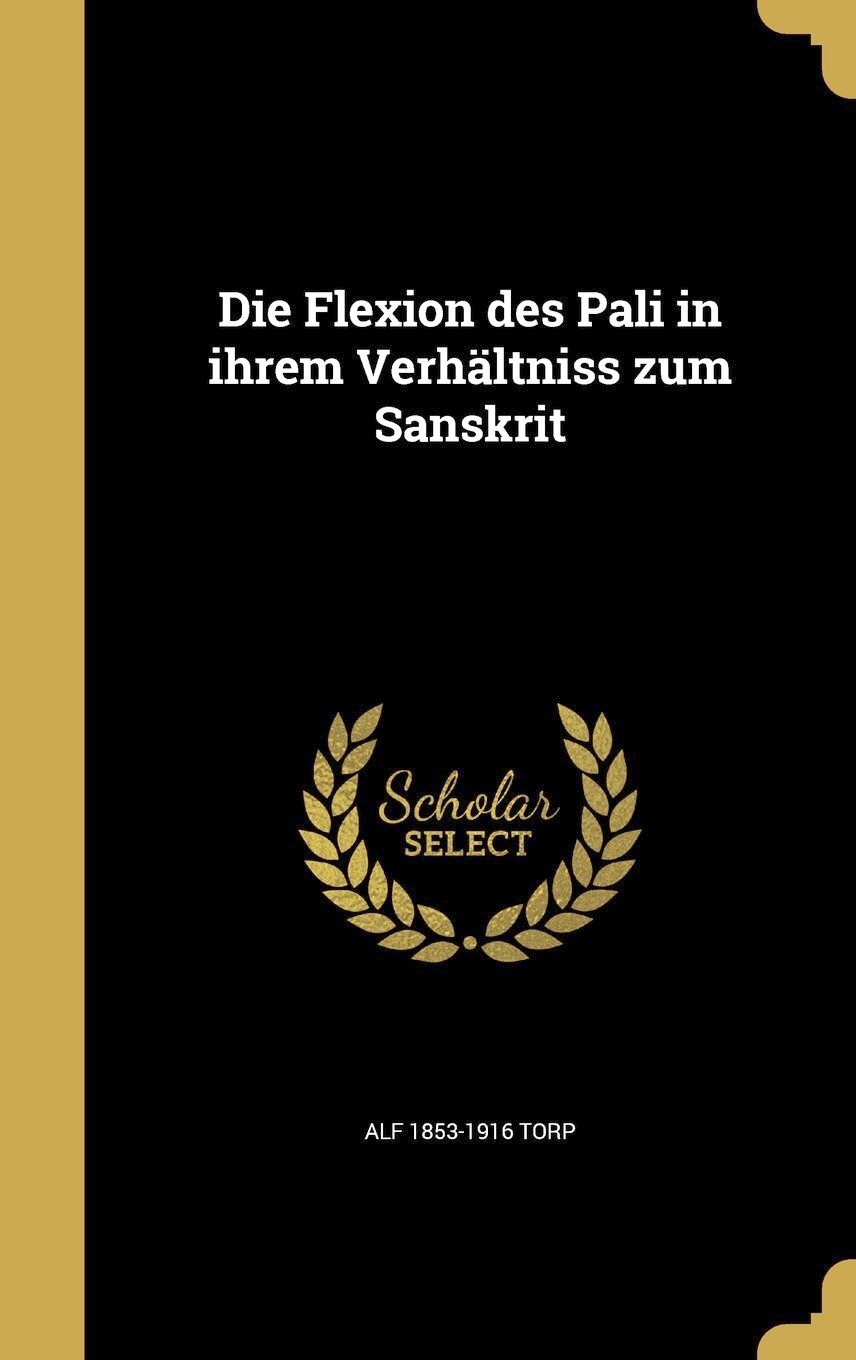
Alf Torp: Die Flexion des Pali in ihrem Verhältnis zum Sanskrit. 1881 (Nachdruck von 2016)

Alf Torp wurde 1871 Student an der Bergen Kathedralsschule (Bergen Katedralskole) und belegte einen linguistisch-historischen Lehramtsstudiengang für Latein und Griechisch, Norwegisch und Deutsch. 1877 schloss er mit dem akademischen Grad des Candidatus philologiae ab, einem Einstiegsabschluss für eine akademische Lehramtslaufbahn. Von 1878 bis 1880 studierte er bei dem namhaften Philologen Georg Curtius in Leipzig. Curtius war ein wichtiger Vertreter der vergleichenden Sprachwissenschaft, stand aber den Junggrammatikern der Leipziger Schule skeptisch gegenüber. Torp dagegen übernahm von den Junggrammatikern Teile ihres methodischen Vorgehens. Ihrer Auffassung nach finden Sprachveränderungen ausnahmslos auf der Grundlage naturgegebener Lautgesetze statt (Ausnahmslosigkeit der Lautgesetze). 1880 promovierte Torp in Leipzig mit einer Dissertation über Die Flexion des Pali in ihrem Verhältnis zum Sanskrit. In der Dissertation verwendete Torp Schlüsseldaten, um das junggrammatische Modell zu testen, und bewies dabei sein Talent, relevante Daten zu identifizieren und in seine Ansätze einzubeziehen.
Von 1880 bis 1882 lehrte Torp an der Hauges-Minde-Schule in Kristiania, ab 1882 an der Gjertsens-Schule. Im selben Jahr erhielt er ein universitäres Assistenzstipendium für Sanskrit und vergleichende Sprachwissenschaft. Ab 1883 lehrte er an der Universität von Kristiania. Zwischen 1885 und 1886 brachte er eine Übersetzung der Antigone von Sophokles in das Norwegische heraus. 1894 erhielt er eine außerordentliche Professur für Sanskrit und vergleichende Sprachwissenschaft. 1896 veröffentlichte er eine Sammlung von selbstverfassten Gedichten in Latein.
Ab 1894 forschte Torp in alten Inschriften aus den mediterranen und nordischen Sprachen. Zwischen 1894 und 1907 veröffentlichte er etwa 20 Aufsätze über etruskische, altfränkische, venetische, lydische und hethitische Inschriften. Bei der Entschlüsselung der Inschriften griff er nicht wie üblich auf die Etymologie anderer Sprachen zurück, sondern kombinierte unmittelbar anhand der Inschriften, um den Inhalt zu erschließen. Mit diesem sogenannten „kombinatorischen Ansatz“ stand Torp dem späteren Strukturalismus nahe.

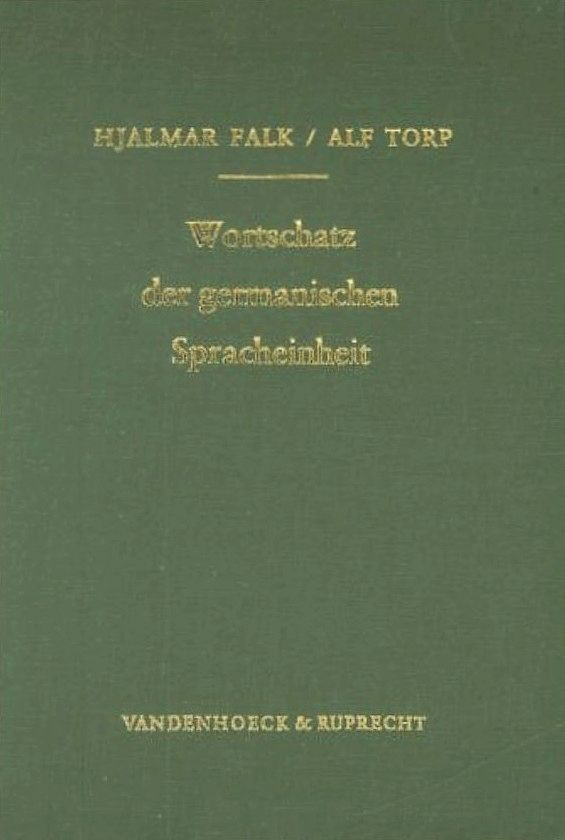
Hjalmar Falk, Alf Torp: Wortschatz der germanischen Spracheinheit. 1909 (Nachdruck von 1979)

Zusammen mit Hjalmar Falk (1859–1928), einem norwegischen Linguisten und Philologen der Germanistik und Nordistik, verfasste Torp grundlegende Werke über die dänisch-norwegische Lautgeschichte (1898) und Syntax (1900). Zwischen 1901 und 1906 veröffentlichten beide ein etymologisches Wörterbuch für Norwegisch und Dänisch. 1909 brachte Torp zusammen mit Marius Hægstad ein altnordisches Wörterbuch heraus. Gemeinsam mit Falk erforschte Torp die Etymologie germanischer Sprachen und veröffentlichte dazu 1909 ein umfangreiches Kompendium, das in das Wörterbuch der indogermanischen Grundsprache von August Fick aufgenommen wurde. 1912 nahm Torp als Epigraphiker an einer US-amerikanischen archäologischen Expedition in die Türkei teil.
Torps letzte große Arbeit wurde ein etymologisches Wörterbuch der norwegischen Sprache. Mit Ausnahme des Buchstaben U konnte er dieses Werk noch zu Lebzeiten vollenden. Torp war Vorsitzender des norwegischen Orthografie-Komitees von 1913. Dieser Ausschuss hatte die Aufgabe, die für 1917 geplante Rechtschreibreform zu organisieren. Nach dem Tod von Alf Torp im Jahr 1916 übernahm Hjalmar Falk den Vorsitz.

## Familie
Alf Torps Eltern waren der Infanterie-Hauptmann Frederik Adrian Svenning Torp (1816–1869) und Gjerthrud Mathilde Ravn (1830–1876). Torp hatte drei Geschwister,  Halfdan Torp (1849–1888), Nanna Torp (1851–1868) and Hjalmar Torp (1856–1922). Hjalmar Torp war der Vater der Architekten Leif Torp (1897–1991) und Ernst Torp (1900–1988), die Begründer des in Norwegen bekannten Architekturunternehmens Torp & Torp. Alf Torp heiratete am 28. Juni 1897 Jenny Marie Johnson (1873–1956), Tochter von Jonas Johnson und Karen Olsdatter Ilhlag. Mit ihr hatte er zwei Söhne, Hjalmar Torp (1897–1951) und Alf Torp (1900–1960).

## Mitgliedschaften
- Mitglied der Norwegischen Akademie der Wissenschaften
- Mitglied der Königlich Dänischen Akademie der Wissenschaften
- Mitglied der Königlichen Wissenschafts- und Literaturgesellschaft in Göteborg
- Mitglied der Accademia delle scienze dell′Istituto di Bologna
- Mitglied der Finnisch-Ugrischen Gesellschaft

## Auszeichnungen
- 1903: Fridtjof-Nansen-Auszeichnung für herausragende Forschung, historisch-philosophische Klasse (Fridtjof Nansens belønning for fremragende forskning, historisk-filosofisk klasse).
- 1905: Ritter der 1. Klasse des Sankt-Olav-Ordens für seine wissenschaftlichen Verdienste.

## Veröffentlichungen (Auswahl)
- Die Flexion des Pali in ihrem Verhältnis zum Sanskrit, 1881
- Sophokles’ Antigone metrisk oversat, 2 Bände, 1885–1886
- Beiträge zur Lehre von dem geschlechtslosen Pronomen in den indogermanischen Sprachen, 1888
- Vokal- og Konsonantstammer, 1889
- Lykische Beiträge, 3 Bände, 1888–1901
- Den græske Nominalflexion sammenlignende fremstillet, 1890
- Zu den phrygischen Inschriften aus römischer Zeit, 1894
- unter dem Pseudonym Aulus Turpilius: Poemata pauca, diktsamling, 1896
- Zum Phrygischen, 1896
- Indogermanische Forschungen, 1897
- mit Hjalmar Falk: Dansk-norskens lydhistorie, 1898
- mit Hjalmar Falk: Dansk-norskens syntax i historisk fremstilling, 1900
- Etruskische Monatsdaten, 1902
- Etruskische Beiträge, 3 Bände, 1902–1906
- mit Hjalmar Falk: Etymologisk ordbog over det norske og det danske sprog, 2 Bände, 1903–1906
- mit Gustav Herrbig: Einige neugefundene etruskische Inschriften, 1904
- Bemerkungen zu der etruskischen Inschrift von S. Maria di Capua, 1905
- mit Marius Hægstad: Gamalnorsk ordbok med nynorsk tyding, 1909
- Gamalnorsk ordavleiding, 1909
- mit Hjalmar Falk: Wortschatz der germanischen Spracheinheit, 1909
- Nynorsk etymologisk ordbok, 1919